# شهرستان مرینت (ویسکانسین)
شهرستان مرینت، ویسکانسین (به انگلیسی: Marinette County, Wisconsin) یک سکونتگاه مسکونی در ایالات متحده آمریکا است که در ویسکانسین واقع شده‌است.

## خصوصیات
شهرستان مرینت ۴٬۰۱۴٫۵ کیلومترمربع مساحت دارد.